# Посилене співробітництво
У Європейському Союзі (ЄС) розширене співробітництво (раніше відоме як тісніша співпраця) — це процедура, за якої щонайменше дев’яти державам-членам ЄС дозволяється налагодити розширену інтеграцію або співпрацю в певній сфері в рамках структур ЄС, але без залучення інших членів. Станом на жовтень 2017 року ця процедура використовується в сферах Шенгенського законодавства, шлюборозлучного права, патентів, режимів власності міжнародних подружжя та Європейського прокурора та затверджена для галузі податок на фінансові операції.
Це відрізняється від відмови від ЄС, тобто форми співпраці між членами ЄС у структурах ЄС, де обмеженій кількості держав дозволяється утримуватися від участі (наприклад, ЄВС, Шенгенська зона). Крім того, він відрізняється від Механізму співпраці та верифікації та постійних призупинень acquis, скасування яких залежить від виконання певних контрольних показників державами-членами, які постраждали.

## Історія
Посилене співробітництво, у той час відоме як тісніша співпраця, було запроваджено Амстердамським договором щодо співробітництва громад, судових органів та кримінальних справ. Ніццький договір спростив механізм і заборонив протидіяти створенню посиленої співпраці. Він також запровадив співробітництво у сфері спільної зовнішньої політики та політики безпеки, за винятком питань оборони. Водночас у ньому зазначалося, що акти, прийняті в рамках посиленої співпраці, не є частиною acquis Союзу, який повинні прийняти нові держави-члени.  Вона також перейменувала тіснішу співпрацю на посилену співпрацю. Лісабонський договір розширив співпрацю на оборону і додатково передбачає можливість встановлення постійного структурованого співробітництва в галузі оборони. Також було введено мінімальну вимогу щодо дев'яти держав-членів. Положення, що регулюють посилене співробітництво, тепер детально викладені в Договорі про Європейський Союз (Стаття 20) і Договорі про функціонування Європейського Союзу (Статті 326-334).
Ухвалення Шенгенської угоди вважається історичним натхненням для формалізації механізму поглибленого співробітництва. Він був створений лише державами-членами Європейських Співтовариств, але за межами його структур, частково через відсутність консенсусу між усіма членами щодо того, чи має він компетенцію скасувати прикордонний контроль, і частково тому, що ті, хто готовий впровадити Ідея не хотіла чекати інших. Оскільки тоді ще не було механізму розширеного співробітництва, неможливо було встановити його всередині структур Співтовариства з самого початку, але згодом Шенгенська угода була включена до законодавства Європейського Союзу Амстердамським договором як правила Шенгенської зони.

## Використання
Поглиблене співробітництво дозволяє щонайменше дев’яти державам-членам (що на даний момент становить майже одну третину) співпрацювати в структурах ЄС без усіх держав-членів. Це дозволяє їм рухатися з різною швидкістю та до інших цілей, ніж ті, що знаходяться поза зоною розширеної співпраці. Він призначений для подолання паралічу, коли пропозиція блокується вето окремої держави або невеликої групи, які не бажають бути частиною ініціативи. Однак він не допускає розширення повноважень за межами тих, які дозволено договорами Європейського Союзу, і допускається лише як крайній засіб, коли цілі не можуть бути досягнуті нормально. Він не може дискримінувати членів, він повинен сприяти досягненню цілей договорів і не може входити в сферу, яка є виключною компетенцією ЄС.
Для цього механізму потрібно щонайменше дев’ять держав-членів, які подають запит до Європейської комісії. Якщо Комісія прийме його, то для продовження його потрібно схвалити кваліфікованою більшістю всіх держав-членів. Член не може накладати вето на встановлення посиленого співробітництва, крім зовнішньої політики.

### На даний момент в дії

#### Шенгенське право
Шенгенський acquis спочатку був створений на міжурядовій основі, але пізніше був інтегрований як посилена співпраця (на той час відомий як тісніша співпраця) в рамках Європейського Союзу за Амстердамським договором. Ірландія та Сполучене Королівство отримали відмову від Шенгенської співпраці, що дозволило їм відмовитися від правових актів, які ґрунтуються на Шенгенському acquis у кожному конкретному випадку. Формально кажучи, інші держави-члени уповноважені встановлювати поглиблене співробітництво між собою та використовувати положення договору про таке співробітництво, коли Ірландія (а раніше також Сполучене Королівство) вирішують відмовитися від правового акту, який спирається на acquis Шенгену.
Однак положення про поглиблене співробітництво для Шенгенського законодавства дещо відрізняються від положень щодо інших посилених співробітництв. Наприклад, країни-члени автоматично уповноважені розпочати посилену співпрацю, як тільки Ірландія відмовиться від неї; в Раді не потрібно приймати окремого рішення. Крім того, Шенгенське acquis є невід’ємною частиною законодавства Союзу, яке має прийняти кожна держава-член, що приєднується, відображаючи положення про розширене співробітництво, що діяли до Ніццького договору.

#### Законодавство, що застосовується для розлучення (Рим III)

17 країн-членів ЄС, які беруть участь у регулюванні чинного законодавства про розлучення
Члени ЄС, які не беруть участь у регулюванні чинного законодавства про розлучення

Зі зростанням транскордонних розлучень в ЄС були висунуті спільні правила для вирішення питання про те, за яким законодавством транснаціональні пари можуть розлучатися в ЄС. Проте Швеція заблокувала нові правила, побоюючись втрати свого ліберального законодавства про розлучення (законодавство про розлучення сильно відрізняється, при цьому скандинавський лібералізм із відносно «легкими» процедурами, на відміну від більш консервативних країн, таких як Мальта, які лише нещодавно це дозволили). Щоб дозволити тим, хто бажає, продовжити роботу без Швеції, у липні 2008 року дев’ять країн висунули пропозицію використовувати посилену співпрацю: Австрія, Франція, Греція, Угорщина, Італія, Люксембург, Румунія, Словенія та Іспанія. Бельгія, Німеччина, Литва та Португалія розглядали можливість приєднання до них.
На зустрічі міністрів юстиції 25 липня 2008 р. дев’ять держав вирішили офіційно шукати заходи посилення співпраці; вісім держав (дев'ять штатів вище мінус Франція) офіційно подали запит до Європейської комісії 28 липня 2008 року. 24 березня 2010 року, коли закон було офіційно запропоновано комісією, Болгарія була десятою державою, яка приєдналася до вищезгаданої вісімки та Франції. Бельгія, Німеччина та Латвія офіційно приєдналися до них 28 травня 2010 року, а Греція вийшла.
Депутати Європарламенту підтримали пропозицію у червні 2010 року з чотирнадцятьма державами, які готові прийняти запропоновану співпрацю: Австрія, Бельгія, Болгарія, Франція, Німеччина, Угорщина, Італія, Латвія, Люксембург, Мальта, Португалія, Румунія, Словенія та Іспанія. 12 липня 2010 року Рада уповноважила ці держави розширити співпрацю. Після прийняття 20 грудня 2010 року Регламенту Ради (ЄС) № 1259/2010, також відомого як Регламент Риму III, 21 червня 2012 року набув чинности в 14 державах-учасницях. Іншим країнам-членам ЄС дозволено підписати пакт пізніше. Литва стала першою державою, яка приєдналася до угоди, коли вони були затверджені комісією 21 листопада 2012 року. Положення угоди застосовувалися до Литви з 22 травня 2014 року. Участь Греції була схвалена комісією 27 січня 2014 року, що зробило її 16-ю країною, яка приєдналася до регламенту, який застосовувався до неї з 29 липня 2015 року. Участь Естонії була схвалена Комісією в серпні 2016 року, а положення застосовувались до країни з 11 лютого 2018 року.

#### Унітарний патент

Члени ЄС, які беруть участь в унітарному патентному регулюванні, які також ратифікували Угоду про ЄПС
(унітарні патенти застосовуватимуться лише для цих держав)
----
Члени ЄС, які беруть участь в унітарному патентному регулюванні, які не ратифікували Угоду ЄПС
(унітарні патенти не застосовуватимуться для цих держав)
----
Члени ЄС, які не беруть участи ні в унітарному патентному регулюванні, ні в Угоді ЄПС
(мають право на участь у майбутньому)
----
Інші сторони
Європейської патентної конвенції
(участь неможлива)

Унітарний патент, офіційно «європейський патент з унітарною дією», є другим випадком посиленого співробітництва, прийнятим Європейською комісією та парламентом. 26 держав-членів, всі, крім Іспанії та Хорватії (які приєдналися до ЄС після прийняття унітарних патентів), беруть участь в унітарному патенті. Ближче до кінця 2010 року дванадцять держав запропонували розширити співпрацю для подолання розбіжностей з Італією та Іспанією щодо того, якими мовами буде перекладений європейський патент. Унітарний патент буде розглянутий та виданий однією з існуючих офіційних мов Європейського патентного відомства – англійською, французькою або німецькою. Після схвалення Комісією плану 14 грудня 2010 року Рада Європейського Союзу 14 лютого 2011 року звернулася до Європейського парламенту з проханням надати згоду на використання посиленої співпраці щодо унітарного патенту за участю 25 держав-членів (усі, крім Італії та Іспанія). Парламент схвалив його наступного дня, а 10 березня 2011 року Рада санкціонувала посилене співробітництво. 13 квітня 2011 року Комісія прийняла пропозицію щодо Регламенту Ради щодо впровадження посиленого співробітництва. Під час Європейської ради 28–29 червня 2012 року між 25 державами-членами було досягнуто згоди щодо положень, а 11 грудня 2012 року Європейський парламент схвалив необхідне законодавство ЄС. На прохання уряду Італії у вересні 2015 року він став учасником унітарних патентних правил.
Заходи посиленого співробітництва набули чинности в січні 2013 року і будуть застосовуватися до держави-учасниці з дати, коли відповідна Угода про Єдиний патентний суд набуде чинности для цієї держави. Угоду UPC підписали 25 країн-членів ЄС, включаючи всі країни, які беруть участь у заходах посиленого співробітництва, крім Польщі; в той час як Італія, з іншого боку, підписала угоду UPC до того, як приєднатися до заходів посиленої співпраці щодо унітарного патенту. Польща вирішила почекати, щоб побачити, як працює нова патентна система, перш ніж приєднатися через побоювання, що це зашкодить їхній економіці.

#### Режими власности міжнародних пар

Країни-члени ЄС, які беруть участь
Країни-члени ЄС, які не беруть участь

У червні 2016 року Рада Європейського Союзу уповноважила 18 держав-членів Європейського Союзу розпочати посилене співробітництво у сфері юрисдикції, чинного права та визнання та виконання рішень щодо режимів власности міжнародних пар, що охоплюють обидва питання режими власности подружжя та майнові наслідки зареєстрованого партнерства.  Пізніше того ж місяця розширена співпраця була запроваджена через Регламенти ЄС 2016/1103 для подружніх пар  та ЄС 2016/1104 для зареєстрованих партнерств,  обидва з яких будуть повністю застосовуватися з 29 січня 2019 року.

#### Прокуратура Європейського Союзу

Країни-члени ЄС, які беруть участь
Країни-члени ЄС, які не беруть участь

Європейська публічна прокуратура (ЄПЗР) є незалежним органом Європейського Союзу (ЄС), який буде створено відповідно до Лісабонської угоди між 20 з 28 членів ЄС. Вона буде базуватися в Люксембурзі поряд з Європейським судом і Європейським судом аудиторів. Роль ЄОКЗР полягає в розслідуванні та судовому переслідуванні шахрайства проти бюджету ЄС та інших злочинів проти фінансових інтересів ЄС, включаючи шахрайство щодо коштів ЄС на суму понад 10 000 євро та випадки транскордонного шахрайства з ПДВ, пов’язані зі збитками понад 10 мільйонів євро. Раніше лише національні органи могли розслідувати та переслідувати ці злочини і не могли діяти за межами своїх кордонів.
Європейська комісія запропонувала регламент для створення ЄОКЗР 17 липня 2013 року. Після того, як не вдалося досягти консенсусу між усіма державами-членами ЄС, держави, які побажали взяти участь, повідомили Європейський парламент, Раду та комісію 3 квітня 2017 року про те, що вони продовжать створення ЄОКЗР шляхом розширеного співробітництва. Це було зроблено згідно зі статтею 86 ДФЄС, яка передбачає спрощену процедуру розширеного співробітництва, яка не потребує дозволу ради. Держави-учасниці узгодили законодавчий текст щодо створення ЄОКЗР 8 червня. 12 жовтня 2017 року регламент було остаточно схвалено 20 державами-учасницями. ЄОКЗР не матиме повноважень розпочати розслідування або переслідування злочинів, доки це не схвалить рішенням Комісії, яке відповідно до умов Регламенту не має відбутися до 3 років після набрання чинности Регламентом у листопаді 2017 року.
Нідерланди офіційно подали запит на приєднання до EPPO 14 травня 2018 року, що було схвалено комісією 1 серпня 2018 року. Мальта подала запит на приєднання 14 червня 2018 року, а їхню участь було схвалено 7 серпня 2018 року.
6 травня 2021 року було прийнято рішення Комісії про початок діяльності з датою початку 1 червня 2021 року.

### Пропозиції

#### Податок на фінансові операції

Країни-члени ЄС, які беруть участь
Країни-члени ЄС, які не беруть участь

Після обговорень щодо встановлення податку на фінансові операції Європейського Союзу (FTT), який би оподатковував фінансові операції між фінансовими установами, не вдалося досягти одностайної підтримки через заперечення з боку Сполученого Королівства та Швеції, група держав почала переслідувати ідею використання посиленої співпраці для запровадити податок. У лютому 2012 року дев’ять держав (Австрія, Бельгія, Фінляндія, Франція, Німеччина, Греція, Італія, Португалія та Іспанія) підписали лист із проханням запровадити FTT. Після парламентських виборів у березні 2012 року Словаччина приєдналася до списку держав, які підтримують FTT. 16 липня 2012 року Угорщина запровадила односторонній 0,1-відсотковий FTT, який має бути запроваджений у січні 2013 року. У жовтні 2012 року, після того, як обговорення не вдалося досягти одностайної підтримки загальноєвропейського FTT, Європейська комісія запропонувала дозволити використання посиленого співробітництва для введення податку в державах, які бажають взяти участь. Пропозиція, яку підтримали 11 країн-членів ЄС (Австрія, Бельгія, Естонія, Франція, Німеччина, Греція, Італія, Португалія, Словаччина, Словенія та Іспанія), була схвалена Європейським парламентом у грудні 2012 року та Радою в січні. 2013. 14 лютого Європейська комісія висунула переглянуту пропозицію щодо деталей FTT, які будуть введені в дію в рамках посиленої співпраці. Пропозиція була схвалена Європейським парламентом у липні 2013 року і тепер має бути одноголосно схвалена 11 початковими державами-учасницями, перш ніж вона набуде чинности.
У вересні 2013 року юридична служба Ради Європейського Союзу прийшла до висновку, що пропозиція Європейської Комісії не буде оподатковувати діяльність із «системним ризиком», а лише здорову діяльність, і що вона несумісна з Договором ЄС з кількох підстав, а також є незаконною, оскільки про «перевищення юрисдикції держав-членів щодо оподаткування відповідно до норм міжнародного звичаєвого права». Податок на фінансові операції більше не може бути заблокований Радою Європейського Союзу на законних підставах, але кожна окрема держава-член ЄС все ще має право подавати юридичні скарги на остаточно затверджений FTT до Європейського суду, що потенційно може анулювати схему. 6 травня 2014 року десять із початкових одинадцяти держав-учасниць (усі, крім Словенії) погодилися домагатися «прогресивного» податку на акції та «деякі похідні інструменти» до 1 січня 2016 року та прагнули досягти остаточної угоди про деталі обговорено та одноголосно узгоджено пізніше у 2014 році. Оскільки переговори тривали в 2016 році, 16 березня 2016 року Естонія офіційно вийшла з процедури розширеного співробітництва FTT, залишивши 10 держав-учасниць.

## Інші домовленості між членами Європейського Союзу
Ряд інших угод між підгрупою країн-членів ЄС щодо поглиблення інтеграції було укладено поза рамками законодавства ЄС. Деякі з них згодом були замінені правилами ЄС, такими як Брюссельська конвенція та Римська конвенція. У липні 2015 року Європейська комісія запропонувала також інтегрувати Пакт «Євро плюс », Європейський фіскальний пакт і Єдиний фонд резолюції в законодавство ЄС до червня 2017 року, плануючи, щоб Європейський механізм стабільності здійснив такий же перехід до 2025 року.

### Постійне структуроване співробітництво в обороні

Країни-члени ЄС, які беруть участь
Країни-члени ЄС, які не беруть участь

Європейська оборонна ініціатива була пропозицією щодо розширеного оборонного співробітництва Європейського Союзу, представленої Францією, Німеччиною, Бельгією та Люксембургом у Брюсселі 29 квітня 2003 року, до того, як процедура розширеного співробітництва поширилася на питання оборони. Лісабонський договір додав можливість для «тих держав-членів, чиї військові спроможності відповідають вищим критеріям і які взяли на себе більш обов'язкові зобов'язання один перед одним у цій сфері з метою виконання найвимогливіших місій [для] встановлення постійного структурованого співробітництва в рамках Союзу".
Ці держави повідомляють про свій намір Раду та Високого представника. Потім Рада кваліфікованою більшістю приймає рішення про встановлення постійного структурованого співробітництва та визначення переліку держав-учасниць. Будь-яка інша держава-член, яка відповідає критеріям і бажає брати участь, може приєднатися до PSCD за тією ж процедурою, але в голосуванні за рішення братимуть участь лише держави, які вже входять до PSCD. Якщо держава-учасниця більше не відповідає критеріям, рішення про призупинення її участі приймається за тією ж процедурою, що й при прийомі нових учасників, але виключає відповідну державу з процедури голосування. Якщо держава-учасниця бажає вийти з PSCD, вона просто повідомляє Раду про видалення її зі списку учасників. Усі інші рішення та рекомендації Ради з питань PSCD, які не стосуються списку учасників, приймаються одностайно державами-учасницями.
Критерії, встановлені в Протоколі PSCD, такі:
- співпрацювати та узгоджувати вимоги та об’єднувати ресурси в галузях, пов’язаних із придбанням, дослідженнями, фінансуванням та використанням оборонного обладнання, зокрема програмами та ініціативами Європейського оборонного агентства (наприклад, Кодекс поведінки щодо оборонних закупівель)
- спроможність забезпечити, як на національному рівні, так і як компонент багатонаціональних угруповань сил, цільові бойові підрозділи для запланованих місій, структуровані на тактичному рівні як бойова група, з елементами підтримки, включаючи транспорт (повітряні перевезення, морські перевезення) і матеріально- технічне забезпечення, в межах період від п’яти до 30 днів, зокрема, у відповідь на запити Організації Об’єднаних Націй, який може бути продовжений на початковий період у 30 днів і продовжений щонайменше до 120 днів.
- здатні виконувати у зазначені терміни завдання спільних операцій з роззброєння, гуманітарно-рятувальних завдань, військових консультацій та допомоги, запобігання конфліктам і миротворчих завдань, завдань бойових сил у врегулюванні криз, у тому числі миротворчих та постконфліктних стабілізацій.[72]

7 вересня 2017 року міністри закордонних справ ЄС уклали угоду щодо подальшого розвитку PESCO з 10 початковими проєктами. Угоду підписали 13 листопада 23 з 28 держав-членів. Ірландія та Португалія повідомили Верховного представника та Раду Європейського Союзу про своє бажання приєднатися до PESCO 7 грудня 2017 року. Данія не бере участи, оскільки має відмову від Спільної політики безпеки та оборони, а також Сполучене Королівство, яке вийшло з ЄС у 2020 році. Мальта також відмовилася.

### Відкритий метод координації

Відкритий метод координації – це метод управління в Європейському Союзі, заснований на добровільній співпраці його держав-членів. Відкритий метод спирається на механізми м’якого права, такі як рекомендації та індикатори, порівняльний аналіз та обмін передовим досвідом. Це означає, що офіційних санкцій для відстаючих немає. Навпаки, ефективність методу залежить від форми тиску з боку однолітків, імен та ганьби, оскільки жодна держава-член не хоче, щоб її вважали найгіршою в певній сфері політики.

### Пакт «Євро плюс»
Пакт «Євро плюс» — це угода про співпрацю в економічних заходах, прийнята 25 березня 2011 року Європейською Радою через відкритий метод координації та включає в себе країни-члени єврозони, а також Болгарію, Данію, Польщу та Румунію. 

Сторони Прюмської конвенції та учасники Прюмського рішення
Інші учасники Прюмського рішення
Країни, які не є членами ЄС
Країни, що не є членами ЄС, які підписали угоду про участь

### Прюмська конвенція
Прюмська конвенція, договір про співробітництво у кримінальних справах, підписаний 27 травня 2005 року Німеччиною, Іспанією, Францією, Люксембургом, Нідерландами, Австрією та Бельгією, була прийнята поза структурами ЄС, але вона стверджує, що право Європейського Союзу має перевагу над його положеннями (якщо вони несумісні) і що він відкритий для приєднання для будь-якої країни-члена ЄС. Частина його положень пізніше була включена до законодавства Європейського Союзу Прюмськими рішеннями 2008 року.

### Європейський стабільний механізм

Країни-члени ЄС, які беруть участь
Країни-члени ЄС, які не беруть участь

Європейський стабільний механізм (ESM) — це міжурядова організація, розташована в місті Люксембург, яка діє відповідно до міжнародного публічного права для всіх держав-членів єврозони, які ратифікували спеціальний міжурядовий договір про ESM. Він був створений, коли міжурядова угода набула чинности 27 вересня 2012 року, як постійний брандмауер для єврозони для захисту та надання миттєвого доступу до програм фінансової допомоги для країн-членів єврозони, які мають фінансові труднощі, з максимальною кредитною спроможністю 500 євро. млрд. Він замінив дві попередні програми тимчасового фінансування ЄС: Європейський фонд фінансової стабільности (EFSF) та Європейський механізм фінансової стабілізації (EFSM). Усі нові програми фінансової допомоги країнам-членам єврозони покриватимуться ESM, тоді як EFSF та EFSM продовжуватимуть обробляти грошові перекази та моніторинг програм для фінансової допомоги, попередньо затвердженої для Ірландії, Португалії та Греції. Після його заснування всі 17 країн-членів єврозони ратифікували угоду про те, щоб стати членами ESM. Згідно з текстом договору, ESM відкритий для приєднання будь-якої країни-члена ЄС після того, як Рада Європейського Союзу скасує їх відступ від використання євро. Нові члени спочатку мають бути затверджені Радою керуючих ESM, після чого їм потрібно буде ратифікувати Договір про створення ESM. Після того, як 9 липня Рада з економічних і фінансових питань отримала остаточне схвалення Латвією 1 січня 2014 року, Рада керуючих ESM схвалила заявку Латвії на членство у жовтні 2013 року. Латвія стала першою державою, яка приєдналася до ESM з офіційним членством 13 березня 2014 року. Литва прийняла євро 1 січня 2015 року та приєдналася до ESM з офіційним членством 3 лютого 2015 року.
Окрема угода, яка вносить зміни до статті 136 Договору про функціонування Європейського Союзу (ДФЕС), щоб дозволити створення ЄМС відповідно до законодавства ЄС, набула чинности 1 травня 2013 року. У червні 2015 року оновлений план реформи ЄВС передбачав транспонування ESM з міжурядової угоди для повної інтеграції в рамкове законодавство ЄС у середньостроковій перспективі (з липня 2017 по 2025 роки).

### Європейський фіскальний пакт

Європейський фіскальний пакт — це міжурядовий договір, що стосується фіскальної інтеграції, який був підписаний 25 державами-членами Європейського Союзу (ЄС) (усі, крім Чехії та Великобританії; Хорватія згодом приєдналася до ЄС у липні 2013 року) 2 березня. 2012. Хоча Європейський фіскальний пакт був узгоджений між державами-членами ЄС, він формально не є частиною законодавства Європейського Союзу. Однак він містить положення про спробу включити пакт до договорів про створення Європейського Союзу протягом 5 років після його набуття чинности. Договір набув чинности 1 січня 2013 року для 16 держав, які завершили ратифікацію. Всі дев'ять інших держав, що підписали договір, згодом стали учасниками договору. Дві країни, що не входять до єврозони, Данія та Румунія, заявили про свій намір бути зв'язаними фіскальними положеннями договору (титули III і IV) після ратифікації, а Болгарія оголосила себе зобов'язаною частинами цих положень, тоді як для решти частина членів, які не є членами єврозони, заявили, що вони будуть застосовуватися лише з дати введення євро. Прийняття Латвією євро 1 січня 2014 року та прийняття євро Литвою 1 січня 2015 року зробило їх зв’язаними фіскальними положеннями. Хорватія, яка приєдналася до ЄС у липні 2013 року, також приєдналася до Фіскального пакту 7 березня 2018 року, як і Чехія 3 квітня 2019 року.

### Єдиний патентний суд

Після того, як 11 грудня 2012 року Європейський парламент схвалив два постанови, що використовуються для розширення співпраці для створення патенту Європейського Союзу з унітарною дією, для 25 держав-учасниць (усі, крім Італії, Іспанії та Хорватії, які згодом приєдналися до ЄС у липні 2013 року), документи були офіційно прийняті як регламент ЄС 1257 і 1260 від 2012 року 17 грудня 2012 року та набули чинности в січні 2013 року. Ці положення будуть застосовуватися після набуття чинности супровідною Угодою про Єдиний патентний суд. Через рішення Суду Європейського Союзу про те, що запропонований Єдиний патентний суд (UPC) не є сумісним із законодавством Європейського Союзу, було вирішено, що суд буде створено міжурядовою угодою між державами-учасницями. поза межами ЄС. Угода про Єдиний патентний суд була опублікована Радою Європейського Союзу 11 січня 2013 року і була підписана 19 лютого 2013 року 24 державами-членами ЄС, включаючи всі держави, які беруть участь у заходах посиленого співробітництва, крім Болгарії та Польщі., тоді як Італія, яка спочатку не приєдналася до заходів посиленого співробітництва, але згодом підписала, підписала угоду UPC. Угода відкрита для приєднання для всіх інших держав-членів ЄС, і Болгарія підписала угоду 5 березня після завершення внутрішніх процедур. Тим часом Польща вирішила почекати, щоб побачити, як працює нова патентна система, перш ніж приєднатися через побоювання, що це зашкодить їхній економіці. Держави, які не беруть участі в унітарних патентних правилах, все ще можуть стати сторонами угоди UPC, що дозволить новому суду розглядати європейські патенти, визнані в країні.  Набуття чинности UPC відбудеться після того, як 13 держав (включаючи Німеччину, Францію та Велику Британію як три держави з найбільшою кількістю чинних патентів) ратифікують угоду про патентний суд, але не раніше 1 січня 2014 року.

### Механізм єдиної роздільної здатності

Президент Європейського центрального банку Маріо Драґі 26 червня 2012 року оприлюднив доповідь, в якій закликав до поглиблення інтеграції в єврозоні, включаючи створення банківського союзу, що охоплює пряму рекапіталізацію банків з ESM, спільного фінансового нагляду, спільного банку, схеми врегулювання та фонд гарантування вкладів. У жовтні 2013 року за допомогою двох нормативних актів було введено в дію Єдиний наглядовий механізм (ЄМН) для моніторингу стабільності банків. Однак під час переговорів щодо Єдиного механізму врегулювання (SRM), який відповідатиме за вирішення проблем банків, що збанкрутують, і створюватиме Єдиний фонд врегулювання (SRF) для фінансування їх реструктуризації, виникли занепокоєння, особливо з боку Німеччини, що деякі з його положень були б занепокоєні. несумісні з чинними договорами ЄС. Як наслідок, деталі деяких аспектів функціонування СРФ, включаючи передачу та взаємну передачу коштів від національних органів влади до централізованого фонду, були відокремлені від Регламенту до Міжурядової угоди за межами ЄС. Проте в договорі зазначено, що намір підписантів полягає в тому, щоб протягом 10 років включити положення договору в структури ЄС. Угоду підписали 26 країн-членів ЄС (усі, крім Швеції та Сполученого Королівства), і вона відкрита для приєднання для будь-яких інших країн-членів ЄС. Вона набула чинности 1 січня 2016 року після ратифікації державами, які представляють 90% зважених голосів держав-учасниць SSM та SRM, але лише державами-учасниками SSM та SRM. Станом на лютий 2021 року всі країни єврозони та всі країни-члени ЄС, крім Данії та Польщі (які обидві підписали угоду) та Швеції, ратифікували угоду. 24 червня 2020 року керуюча рада ЄЦБ вирішила укласти угоду про тісну співпрацю з центральними банками Болгарії та Хорватії. Угоди про тісне співробітництво набирають чинности 1 жовтня 2020 року, після чого до них буде застосовуватися угода SRF.

## Таблиця
| Держава    | Угоди про співпрацю між підгрупою країн-членів ЄС | Угоди про співпрацю між підгрупою країн-членів ЄС | Угоди про співпрацю між підгрупою країн-членів ЄС | Угоди про співпрацю між підгрупою країн-членів ЄС | Угоди про співпрацю між підгрупою країн-членів ЄС | Угоди про співпрацю між підгрупою країн-членів ЄС | Угоди про співпрацю між підгрупою країн-членів ЄС | Угоди про співпрацю між підгрупою країн-членів ЄС         | Угоди про співпрацю між підгрупою країн-членів ЄС | Угоди про співпрацю між підгрупою країн-членів ЄС | Угоди про співпрацю між підгрупою країн-членів ЄС | Угоди про співпрацю між підгрупою країн-членів ЄС |
| Держава    | Посилене співробітництво                          | Посилене співробітництво                          | Посилене співробітництво                          | Посилене співробітництво                          | Посилене співробітництво                          | Постійна структурована співпраця                  | Відкритий метод координації                       | Договори Європейського Союзу                              | Договори Європейського Союзу                      | Договори Європейського Союзу                      | Договори Європейського Союзу                      | Договори Європейського Союзу                      |
| Держава    | Застосовне законодавство про розлучення           | Унітарний патент                                  | Податок на фінансові операції Європейського Союзу | Режими власності міжнародних пар                  | Прокуратура Європейського Союзу                   | Пакт «Євро плюс»                                  | Прумська конвенція                                | Договір про створення Європейського стабільного механізму | Європейський фіскальний пакт                      | Єдиний патентний суд                              | Механізм єдиної роздільної здатності              |                                                   |
| ---------- | ------------------------------------------------- | ------------------------------------------------- | ------------------------------------------------- | ------------------------------------------------- | ------------------------------------------------- | ------------------------------------------------- | ------------------------------------------------- | --------------------------------------------------------- | ------------------------------------------------- | ------------------------------------------------- | ------------------------------------------------- | ------------------------------------------------- |
| Австрія    | P                                                 | F                                                 | I                                                 | P                                                 | P                                                 | P                                                 | P                                                 | P                                                         | P                                                 | P                                                 | F                                                 | P                                                 |
| Бельгія    | P                                                 | F                                                 | I                                                 | P                                                 | P                                                 | P                                                 | P                                                 | P                                                         | P                                                 | P                                                 | F                                                 | P                                                 |
| Болгарія   | P                                                 | F                                                 |                                                   | P                                                 | P                                                 | P                                                 | P                                                 | P                                                         | N/A                                               | D                                                 | F                                                 | P                                                 |
| Кіпр       |                                                   | F                                                 |                                                   | P                                                 | P                                                 | P                                                 | P                                                 |                                                           | P                                                 | P                                                 | S                                                 | P                                                 |
| Хорватія   |                                                   |                                                   |                                                   | P                                                 | P                                                 | P                                                 |                                                   |                                                           | N/A                                               | D                                                 |                                                   | P                                                 |
| Чехія      |                                                   | F                                                 |                                                   | P                                                 | P                                                 | P                                                 |                                                   |                                                           | N/A                                               | D                                                 | S                                                 | D                                                 |
| Данія      |                                                   | F                                                 |                                                   |                                                   |                                                   | I                                                 | P                                                 |                                                           | N/A                                               | P                                                 | F                                                 | S                                                 |
| Естонія    | P                                                 | F                                                 |                                                   |                                                   | P                                                 | P                                                 | P                                                 | P                                                         | P                                                 | P                                                 | F                                                 | P                                                 |
| Фінляндія  |                                                   | F                                                 |                                                   | P                                                 | P                                                 | P                                                 | P                                                 | P                                                         | P                                                 | P                                                 | F                                                 | P                                                 |
| Франція    | P                                                 | F                                                 | I                                                 | P                                                 | P                                                 | P                                                 | P                                                 | P                                                         | P                                                 | P                                                 | F                                                 | P                                                 |
| Німеччина  | P                                                 | F                                                 | I                                                 | P                                                 | P                                                 | P                                                 | P                                                 | P                                                         | P                                                 | P                                                 | S                                                 | P                                                 |
| Греція     | P                                                 | F                                                 | I                                                 | P                                                 | P                                                 | P                                                 | P                                                 | I                                                         | P                                                 | P                                                 | S                                                 | P                                                 |
| Угорщина   | P                                                 | F                                                 |                                                   |                                                   |                                                   | P                                                 |                                                   | P                                                         | N/A                                               | D                                                 | S                                                 | D                                                 |
| Ірландія   |                                                   | F                                                 |                                                   |                                                   |                                                   | P                                                 | P                                                 |                                                           | P                                                 | P                                                 | S                                                 | P                                                 |
| Італія     | P                                                 | F                                                 | I                                                 | P                                                 | P                                                 | P                                                 | P                                                 | I                                                         | P                                                 | P                                                 | F                                                 | P                                                 |
| Латвія     | P                                                 | F                                                 |                                                   |                                                   | P                                                 | P                                                 | P                                                 |                                                           | P                                                 | P                                                 | F                                                 | P                                                 |
| Литва      | P                                                 | F                                                 |                                                   |                                                   | P                                                 | P                                                 | P                                                 |                                                           | P                                                 | P                                                 | F                                                 | P                                                 |
| Люксембург | P                                                 | F                                                 |                                                   | P                                                 | P                                                 | P                                                 | P                                                 | P                                                         | P                                                 | P                                                 | F                                                 | P                                                 |
| Мальта     | P                                                 | F                                                 |                                                   | P                                                 | P                                                 | I                                                 | P                                                 |                                                           | P                                                 | P                                                 | F                                                 | P                                                 |
| Нідерланди |                                                   | F                                                 |                                                   | P                                                 | P                                                 | P                                                 | P                                                 | P                                                         | P                                                 | P                                                 | F                                                 | P                                                 |
| Польща     |                                                   | F                                                 |                                                   |                                                   |                                                   | P                                                 | P                                                 |                                                           | N/A                                               | D                                                 | I                                                 | S                                                 |
| Португалія | P                                                 | F                                                 | I                                                 | P                                                 | P                                                 | P                                                 | P                                                 | I                                                         | P                                                 | P                                                 | F                                                 | P                                                 |
| Румунія    | P                                                 | F                                                 |                                                   |                                                   | P                                                 | P                                                 | P                                                 | P                                                         | N/A                                               | P                                                 | S                                                 | D                                                 |
| Словаччина |                                                   | F                                                 | I                                                 |                                                   | P                                                 | P                                                 | P                                                 | P                                                         | P                                                 | P                                                 | S                                                 | P                                                 |
| Словенія   | P                                                 | F                                                 | I                                                 | P                                                 | P                                                 | P                                                 | P                                                 | P                                                         | P                                                 | P                                                 | F                                                 | P                                                 |
| Іспанія    | P                                                 |                                                   | I                                                 | P                                                 | P                                                 | P                                                 | P                                                 | P                                                         | P                                                 | P                                                 |                                                   | P                                                 |
| Швеція     |                                                   | F                                                 |                                                   | P                                                 |                                                   | P                                                 |                                                   | I                                                         | N/A                                               | D                                                 | F                                                 |                                                   |

- P  — Положення/Договір, що діє
- F  — Участь офіційно оформлено / Договір ратифіковано, але не набуто чинности
- D  — Відмова від повної участи
- S  — Підписано договір
- I  — Оголошено зацікавленість в участі
- N/A  — Не має права стати частиною співробітництва, оскільки не є членом єврозони